# Сулішевек
Сулішевек (пол. Suliszewek) — село в Польщі, у гміні Новий Кавенчин Скерневицького повіту Лодзинського воєводства.